# ولی (نبراسکا)
ولی(به انگلیسی: Valley) شهری در ایالت نبراسکا کشور ایالات متحده آمریکا است که جمعیت آن در سرشماری سال ۲۰۱۰ میلادی، ۱٬۸۷۵ نفر بوده‌است.